# Andrés Caso Lombardo
Andrés Caso Lombardo (1924 - 2008) fue un político mexicano, se desempeñó como Secretario de Comunicaciones y Transportes durante el sexenio de Carlos Salinas de Gortari, fue negociador del gobierno mexicano durante el Movimiento de 1968 en México. Fue hijo de Alfonso Caso y María Lombardo Toledano (hermana de Vicente Lombardo Toledano).